# Vekoslav Blažek
Vekoslav Blažek - Podnanoški, slovenski ljudski pesnik in pisec krajevne kronike, * 12. april 1889, Hruševje, † 24. december 1957, Hruševje.
Rodil se je v revni kmečki družini. Meščansko šolo je končal v Postojni, nato je bil priložnostni delavec, vojak v 1. svetovni vojni, kmet in čebelar. Nad 50 let je bil član domačega prostovoljnega gasilskega društva in sestavil o njem obširno kroniko. Vse življenje je zlagal pesmi, preproste, v ljudskem duhu, toda pod močnim Gregorčičevim vplivom. Nekaj jih je izšlo leta 1959 v tržaškem Jadranskem koledarju. Zadnja leta pred smrtjo je zbiral in zapisoval domače običaje, vraže in drugo ljudsko blago. Nekaj njegovih zapisov je objavil Slovenski Jadran večina, tako kot tudi obširna kronika narodnoosvobodilne borbe, pa je ostala v rokopisu.